# Pentherichthys atratus
Pentherichthys atratus es un pez que pertenece a la familia Oneirodidae. Habita en la parte oriental del Océano Atlántico.
Las hembras de esta especie crecen hasta una longitud de 11,9 centímetros (4,7 pulgadas). Los machos son más pequeños y no son parasitarios; es la única conocida de su género.

### Lectura recomendada
- Bertelsen, E. 1990. Oneirodidae. p. 498-507. In J.C. Quero, J.C. Hureau, C. Karrer, A. Post, and L. Saldanha (eds.) Check-list of the fishes of the eastern tropical Atlantic (CLOFETA). JNICT, Lisbon; SEI, Paris; and UNESCO, Paris. Vol. 1.
- Froese R. & Pauly D. (eds) (2015). FishBase (version Jan 2015). In: Species 2000 & ITIS Catalogue of Life, 26th August 2015 (Roskov Y., Abucay L., Orrell T., Nicolson D., Kunze T., Flann C., Bailly N., Kirk P., Bourgoin T., DeWalt R.E., Decock W., De Wever A., eds).